# Tshering Chhoden
Pour les articles homonymes, voir Choden.
Tshering Chhoden, née le 1er janvier 1979 à Trashigang, est une archère bhoutanaise.
Elle a représenté le Bhoutan aux Jeux olympiques de 2000 et à ceux de 2004. En 2004, elle est la porte-drapeau de sa délégation. Elle remporte son match de première ronde contre la Chinoise Lin Sang, pourtant beaucoup mieux classée qu'elle, et devient ainsi le premier archer du Bhoutan à remporter une victoire aux Jeux olympiques.